# آشوک سوتا
آشوک سوتا (انگلیسی: Ashok Soota؛ زادهٔ ۱۲ نوامبر ۱۹۴۲) کارآفرین اهل هند است، که در سال ۱۹۹۹ شرکت مایندتری را تأسیس کرد.